# Prćilovica
 (février 2025).
La mise en forme du texte ne suit pas les recommandations de Wikipédia : il faut le « wikifier ».
Les points d'amélioration suivants sont les cas les plus fréquents. Le détail des points à revoir est peut-être précisé sur la page de discussion.
- Les titres sont pré-formatés par le logiciel. Ils ne sont ni en capitales, ni en gras.
- Le texte ne doit pas être écrit en capitales (les noms de famille non plus), ni en gras, ni en italique, ni en « petit »…
- Le gras n'est utilisé que pour surligner le titre de l'article dans l'introduction, une seule fois.
- L'italique est rarement utilisé : mots en langue étrangère, titres d'œuvres, noms de bateaux, etc.
- Les citations ne sont pas en italique mais en corps de texte normal. Elles sont entourées par des guillemets français : « et ».
- Les listes à puces sont à éviter, des paragraphes rédigés étant largement préférés. Les tableaux sont à réserver à la présentation de données structurées (résultats, etc.).
- Les appels de note de bas de page (petits chiffres en exposant, introduits par l'outil «  Source ») sont à placer entre la fin de phrase et le point final[comme ça].
- Les liens internes (vers d'autres articles de Wikipédia) sont à choisir avec parcimonie. Créez des liens vers des articles approfondissant le sujet. Les termes génériques sans rapport avec le sujet sont à éviter, ainsi que les répétitions de liens vers un même terme.
- Les liens externes sont à placer uniquement dans une section « Liens externes », à la fin de l'article. Ces liens sont à choisir avec parcimonie suivant les règles définies. Si un lien sert de source à l'article, son insertion dans le texte est à faire par les notes de bas de page.
- La présentation des références doit suivre les conventions bibliographiques. Il est recommandé d'utiliser les modèles {{Ouvrage}}, {{Chapitre}}, {{Article}}, {{Lien web}} et/ou {{Bibliographie}}. Le mode d'édition visuel peut mettre en forme automatiquement les références.
- Insérer une infobox (cadre d'informations à droite) n'est pas obligatoire pour parachever la mise en page.

Pour une aide détaillée, merci de consulter Aide:Wikification.
Si vous pensez que ces points ont été résolus, vous pouvez retirer ce bandeau et améliorer la mise en forme d'un autre article.
Prćilovica (serbe : Прћиловица) est un village dans la municipalité d'Aleksinac, en Serbie, situé dans le District de Nišava. Le village est situé dans le bassin d'Aleksinac sur la rive gauche de la rivière Morava du Sud. Selon le recensement de 2002, le village compte 2 410 habitants. Prćilovica est officiellement classée parmi les "villages" de Serbie.

## Étymologie
Le nom Prćilovica dérive du mot "prćija", signifiant dot, et fait souvent l'objet de plaisanteries en raison de sa sonorité inhabituelle. Selon une légende locale, le village tire son nom d'un berger serbe qui, en gardant un troupeau pour un pacha turc, épousa la fille de ce dernier. Le terme "prći" ou "prćija" fait référence à la dot, liant ainsi le nom du village à cette tradition.

### Histoire
Prćilovica possède une riche histoire. Sous le village, on trouve des tunnels souterrains soupçonnés de remonter à l'époque romaine. Ces tunnels seraient les vestiges de l'ancienne cité "Presidium Pompei", bien qu'ils n'aient pas encore été pleinement explorés.
Le village abrite l'une des plus anciennes écoles primaires de Serbie, construite en 1864. Pendant la Première guerre serbo-ottomane (1876–78), l'école servit de quartier général à l'armée serbe, accompagnée de volontaires russes, notamment le colonel Rajevski, mieux connu sous le nom de Vronski dans le roman Anna Karénine de Léon Tolstoï.
Au milieu du XXe siècle, le village abritait une école professionnelle appelée "Učenik u privredi" (Apprenti dans l'industrie), qui forma des milliers d'étudiants de la région de Niš.
Parmi les personnalités notables de Prćilovica figurent le géologue et académicien serbe Svetolik Radovanović (1863-1928) et l'actrice Branka Mitić. Le village est également le lieu de naissance de Mike Milošević, un membre éminent de la communauté serbe d'Afrique du Sud et directeur du célèbre hôtel "Montecasino" à Johannesburg.

## Anta Petrović
Prćilovica est connue pour son lien avec Anta Petrović, un entrepreneur serbe originaire de Macédoine du Nord. Son ascendance est inconnue, mais des analyses génétiques sur l'haplogroupe J (Y-ADN), plus précisément le sous-clade J-Z631, le relient à la noblesse italienne de la famille Manfredi. Il était boulanger au XIXe siècle et s'est enrichi en vendant des produits de boulangerie tels que les semite et kifle. Son affaire prospéra avec l'ouverture d'un restaurant et d'un hôtel, le rendant l'homme le plus riche du district.
Il devint célèbre pour la vente de produits de boulangerie tels que les semite et kifle, ce qui lui permit d'amasser une grande richesse. Il développa son entreprise en ouvrant un restaurant, "Chez le Macédonien", et un hôtel, devenant ainsi l'homme le plus riche et autodidacte du district.
Petrović est mentionné dans le livre allemand Das Königreich Serbien und das Serbenvolk, où il est écrit : "Am Fusse der rebenbepflanzten Höhen von Prcilovica, in dem Anta Petrovic einen lateinischen Inschriftstein bewahrt, steht inmitten vieler Mehanen die grössere Station Aleksinac." (> Au pied des collines couvertes de vignes de Prćilovica, où Anta Petrović conserve une pierre inscrite en latin, se trouve la plus grande station d'Aleksinac au milieu de nombreuses auberges.) 
Sous son hôtel, un grand nombre de pièces romaines ont été découvertes et répertoriées sous l’entrée : Prćilovica, Gasthaus des Anta Petrović, Hof. Ces pièces, datant de 151 à 300 apr. J.-C., sont référencées dans des sources académiques du XIXe et du début du XXe siècle.

Pendant la Première Guerre mondiale, son fils, Milivoje Petrović, a servi dans l'armée serbe et enduré l'exode d'Albanie aux côtés du roi Pierre Ier de Serbie et du prince héritier Alexandre Ier de Yougoslavie. Milivoje n’eut d’autre choix que d’emmener avec lui son jeune fils, Budimir, dans ce périple périlleux. Budimir fut sauvé à Corfou et transporté par la marine française à Alger, où il devint parfaitement francophone avant de poursuivre ses études à Paris après la guerre.
Pendant ce temps, Milivoje continua de servir dans l'armée, combattant sur le front de Salonique et participant à plusieurs offensives serbes pour libérer la Serbie.
Plus tard, Milivoje tenta une carrière politique en tant que candidat démocrate, mais il perdit une élection clé de justesse. Il subit ensuite une ruine financière en raison de garanties de prêts excessives (imenice), ce qui conduisit à la faillite de la famille peu après la mort d’Anta. Un conflit majeur éclata entre Milivoje et Budimir lorsque ce dernier accusa son père d’avoir falsifié sa signature pour tenter de résoudre ses dettes. Cependant, cette falsification fut déclarée nulle pendant la Seconde Guerre mondiale, après l'occupation de la Serbie et la dissolution de l'administration monarchiste. Budimir retourna alors en Yougoslavie, désormais socialiste, et ne reparla plus jamais à son père.

### Démographie
Selon le dernier recensement, Prćilovica compte 1 870 habitants adultes, avec une moyenne d'âge de 37,3 ans. On y trouve 698 foyers avec en moyenne 3,45 membres par foyer. En regroupant les localités voisines de Žitkovac et Moravac, l'agglomération compte environ 7 000 habitants.

### Évolution historique de la population
| 1948  | 1953  | 1961  | 1971  | 1981  | 1991  | 2002  | 2011  |
| ----- | ----- | ----- | ----- | ----- | ----- | ----- | ----- |
| 1 097 | 1 244 | 1 550 | 1 976 | 2 572 | 2 409 | 2 410 | 2 333 |

|  |